# BeOS
BeOS fue un sistema operativo para PC desarrollado por Be Incorporated en 1990, orientado principalmente a proveer alto rendimiento en aplicaciones multimedia. A pesar de la creencia común fomentada por la inclusión de la interfaz de comandos Bash en el sistema operativo, el diseño de BeOS no estaba basado en UNIX.

## Características
BeOS cuenta con un micronúcleo modular propio, el cual ha sido altamente optimizado para trabajo con audio, video y gráficos, y animaciones en tres dimensiones. A diferencia de UNIX, BeOS es un sistema operativo monousuario. Su arquitectura de núcleo avanzada ofrece capacidad para múltiples procesadores, un rendimiento alto, ancho de banda de entrada/salida modular, multihilo generalizado, multitarea apropiativa, flexibilidad gráfica y respuesta en tiempo real. Posee un sistema de archivos con registro por diario e índice optimizados para 64 bits llamado BFS, pero en vez de utilizar una base de datos, BeOS confía en su bajo tiempo de espera para registrar y recuperar atributos de archivos en menor tiempo. Una nueva interfaz gráfica de usuario multihilo fue desarrollada bajo los principios de claridad y un diseño simple y ordenado. La interfaz API fue escrita en C++ para simplicidad de programación. Posee compatibilidad POSIX y una interfaz de línea de comandos basada en Bash.

## Historia
Originalmente (1995-1996) el sistema operativo corría sobre su propio hardware, conocido como BeBox. Más tarde (1997) fue extendido a la plataforma PowerPC y finalmente (1998) se añadió compatibilidad con procesadores x86. La intención original de Be era venderle el sistema operativo a Apple para reemplazar Mac OS, pero los planes de venta fracasaron y el sistema nunca alcanzó gran popularidad en el mercado. En el año 2001 la propiedad intelectual de Be fue vendida a la empresa Palm que la pasó a palmSource y es ahora de Access Co.. El último lanzamiento del sistema fue su versión 5 en el año 2000, aunque existía en proyecto una versión nueva y mejorada antes de la bancarrota.
En febrero de 2001 Be Incorporated tomó acción penal contra Microsoft por sus prácticas anticompetitivas. Durante años Microsoft utilizó contratos de licencia cerrados con fabricantes de hardware, los cuales impedían la fabricación de equipos con más de un sistema operativo preinstalado, es decir, con cualquier cosa que no fuera Windows. Esta táctica finalmente dejó a Be fuera del mercado. Como medida desesperada, el presidente ejecutivo de Be (Jean-Louis Gassée) ofreció distribuir BeOS gratuitamente a cualquier fabricante de hardware que aceptara instalar BeOS junto con Windows, pero ninguno aceptó. El 5 de septiembre de 2003, el juicio fue cerrado con el pago de 23,2 millones de dólares a Be, tras lo cual Microsoft dejó de ser acusada de prácticas indebidas.

## Futuro

Árbol familiar de los sistemas operativos BeOS y relacionados.

Pese a su poco renombre, BeOS posee una fiel comunidad de usuarios y aficionados la cual quedó comprensiblemente decepcionada con el fracaso comercial de Be. Hacia 2002, algunos proyectos de software libre fueron formados para recrear BeOS 5 y a partir de allí extender sus capacidades (sin la inclusión de código propietario cerrado). La naturaleza de micronúcleo de BeOS hace posible su recreación en partes, permitiendo probar cada módulo con el núcleo ya existente del sistema BeOS oficial. La interfaz Gráfica de BeOS (OpenTracker/OpenDeskbar), ha sido íntegramente recreada bajo licencia MIT.
El sistema de archivos, BeFS (de 64 bits, Journaled, orientado a base de datos) ha inspirado a:
- Apple - Spotlight-
- Microsoft - WinFS-
- AtheOS/Syllable - AtheFS-
- GNU/Linux - Ext3-

La réplica de código abierto del BeFS está disponible en Sourceforge.net, y para mejor, su autor, Domenic Giampaolo, ha liberado el libro "Practical filesystem design".

### Proyectos de recreación de BeOS
- Haiku, anteriormente OpenBeOS, basado en el núcleo de NewOS.
- BeOS Max , basado en la última versión comercial de BeOS (R5 Personal Edition) a la que se le han ido incorporando nuevas funcionalidades.
- BlueEyedOS, basado en el núcleo Linux. La última actualización de este SO y de su web es de junio de 2003.
- Cosmoe, basado en el núcleo Linux y parte de AtheOS. La última actualización de este SO y de su web es de diciembre de 2004.
- Macpup, Basado en el núcleo Linux, con una interfaz vectorial basada en Opentracker y CairoGraphics.
- Sequel, basado en un micronúcleo con licencia BSD
- ZetaOS, basado en el código de BeOS 5 (BeOS es actualmente propiedad de Access Co.), fue abandonado en 2007
- E/OS, basado en el OSKIT de la Univ. de Utah
- ZevenOS, basado en Ubuntu usando Xfce y agregados, intenta recrear el escritorio de BeOS tanto en apariencia  como en selección de software con la misma funcionalidad que el que traía BeOS.

### Proyectos para continuar BeOS
El rumor dice que la extinta YellowTAB poseía los derechos para utilizar el código base del inconcluso BeOS R6, de nombre clave "Dano", el cual se supone utilizaron para su producto Zeta. Pero Access Co. Ltd. negó que yellowTab o Magnussoft poseyeran dichos derechos.